# Nemestrinus ariasi
Nemestrinus ariasi är en tvåvingeart som beskrevs av Bernhard Lichtwardt 1912. Nemestrinus ariasi ingår i släktet Nemestrinus och familjen Nemestrinidae.
Artens utbredningsområde är Spanien. Inga underarter finns listade i Catalogue of Life.